# Rhyacophila jirisana
Rhyacophila jirisana är en nattsländeart som beskrevs av Kobayashi 1989. Rhyacophila jirisana ingår i släktet Rhyacophila och familjen rovnattsländor. Inga underarter finns listade i Catalogue of Life.